# Goetzenbruck
Goetzenbruck település Franciaországban, Moselle megyében. Lakosainak száma 1464 fő (2022. január 1.). Goetzenbruck Lemberg, Wimmenau, Saint-Louis-lès-Bitche, Meisenthal és Mouterhouse községekkel határos.

## Népesség
A település népességének változása:
| Lakosok száma | 1964 | 1759 | 1720 | 1714 | 1608 | 1572 | 1531 | 1494 | 1465 | 1464 |
|               | 1968 | 1982 | 1990 | 2006 | 2013 | 2015 | 2017 | 2019 | 2020 | 2022 |